# Vibrissina sublineata
Vibrissina sublineata là một loài ruồi trong họ Tachinidae.